# Agnes Giesbrecht
Agnes Giesbrecht (auch: Agnes Gossen-Giesbrecht, * 2. Februar 1953 als Agnes Gossen in Podolsk, Oblast Tschkalow) ist eine russlanddeutsche Schriftstellerin und eine  maßgebliche Förderin russlanddeutscher Literatur in Deutschland.

## Leben
Agnes Giesbrecht wuchs in Podolsk, einem deutschen Dorf südlich des Urals, mit Plautdietsch als Muttersprache auf. Das Dorf Podolsk gehört zu der von Russlandmennoniten gegründeten Kolonie Neu Samara. Giesbrecht absolvierte die russische Grund- und Mittelschule, allerdings erst ab der 2. Klasse mit Deutsch als Muttersprache, und beschäftigte sich schon früh mit russischer und deutscher Literatur. Ab 1970 studierte sie am Pädagogischen Institut in Orenburg Slawistik. Sie arbeitete als Russischlehrerin und zog 1978, nachdem ihre 1974 geschlossene Ehe geschieden worden war, mit ihren Eltern und ihrem 3-jährigen Sohn in die Autonome Sowjetrepublik Kabardino-Balkarien im Kaukasus. Dort setzte sie ihre Tätigkeit als Lehrerin fort, absolvierte zugleich per Fernstudium eine Ausbildung zur Bibliothekarin und arbeitete als Bibliothekarin in der Stadt Prochladnyj. Agnes Giesbrecht schrieb journalistische Beiträge und war aktiv in der Förderung von Nachwuchsautoren. 1989 folgte sie ihren Eltern und reiste mit ihrem Sohn in die Bundesrepublik Deutschland aus. Seitdem ist sie als Bibliothekarin an der Universitätsbibliothek Bonn und als Dozentin für Russisch an der Bonner Volkshochschule tätig, engagiert sich für die Belange russlanddeutscher und plautdietscher Autoren und organisiert Seminare für deutsche Autoren aus Russland.
Agnes Giesbrecht ist Verfasserin von Gedichten, Erzählungen und Essays. Während ihrer Zeit in der Sowjetunion veröffentlichte sie auch dort Gedichte in russischer Sprache. Sie übersetzte das Buch Deutsche Musiker in Russland von Denis Lomtew (hrsg. im BMV Burau-Verlag) sowie weitere Erzählungen und Gedichte aus dem Russischen ins Deutsche. Giesbrecht ist Mitglied des Verbandes Deutscher Schriftsteller und war von 1995 bis 2007 Leiterin des von ihr mitbegründeten Literaturkreises der Deutschen aus Russland. 2008 erhielt sie für ihre Verdienste um die Integration russlanddeutscher Autoren die Verdienstmedaille (Verdienstorden der Bundesrepublik Deutschland).
Im Jahre 2010 wurde sie mit dem Russlanddeutschen Kulturpreis (Ehrengabe) des Landes Baden-Württemberg im Bereich Literatur und Literaturwissenschaften ausgezeichnet.

## Werke
- Die Feder tanzt, Lage-Hörste (Westfalen) 2000
- Zwischen gestern und heute, Lage-Hörste (Westfalen) 2000
- Echo der Liebe, Lage-Hörste (Westfalen) 2003
- Zwischen Liebe und Wort, Vechta-Langförden 2004
- Zeittropfen, Lage-Hörste, 2010

## Herausgeberschaft
- Kindheit in Russland, Vechta-Langförden 2005
- Worüber man sich lustig macht, Vechta-Langförden 2004